# Црни врх (Крагујевац)
Црни врх (707 m) планина између Крагујевца и Јагодине, катастарски на подручју Јагодине, добио је назив по црном изгледу који су му давале простране шуме. Спада у Родопске планине. Оивичен је рекама Белицом, Ждраљицом, Лепеницом, Осаоницом и Великом Моравом. Спада у ниже планине у Шумадији. У односу на остале шумадијске планине најбогатији је пећинама и слаповима. Ово подручје је са највишом количином падавина у Шумадији и на њему се налази најиздашнији извор у Шумадији (Врело у Горњем Штипљу са око 50 л/сек).